# جاك أبسالوم
جاك أبسالوم (بالإنجليزية: Jack Absalom)‏ هو رسام أسترالي، ولد في 11 نوفمبر 1927 في ميناء أوغستا في أستراليا، وتوفي في 22 مارس 2019 في بروكن هيل في أستراليا.